# Sechs Bären und ein Clown
Sechs Bären  und ein Clown (Originaltitel tschechisch: Šest medvědů s Cibulkou; Alternativtitel: Sechs Bären mit Zwiebel) ist ein tschechoslowakischer Kinderfilm aus dem Jahr 1972. Der Film wurde in den Kinos der ČSSR erstmals am 29. Dezember 1972 gezeigt. In der DDR hatte der Film am 25. Januar 1974 Premiere.

## Handlung
Ein Zirkusdirektor möchte in seiner Vorstellung lieber Schweinchen als Bären haben und tauscht diese mit einem anderen Zirkusdirektor. Gleichzeitig entlässt er den Clown Cibulka (in der BRD-Synchronisation Zwiebel), der normalerweise mit den Bären gearbeitet hat. Cibulka arbeitet fortan in einer Schule, allerdings verkleidet als Frau. Als die Bären beim Transport fortlaufen, kommen sie in seine neue Arbeitsstätte und stiften dort Chaos. Und das, obwohl sich gerade der Schulinspektor angekündigt hat.

## Synchronisation
| Darsteller     | Sprecher DDR-Synchronisation | Sprecher BRD-Synchronisation | Rolle                    |
| -------------- | ---------------------------- | ---------------------------- | ------------------------ |
| Jiří Sovák     | Erik S. Klein                | Günther Sauer                | Schuldirektor            |
| Miloš Kopecký  | Fred Alexander               | Holger Hagen                 | eleganter Zirkusdirektor |
| Lubomír Lipský | Erhard Köster                | Erich Ebert                  | Zwiebel                  |
| N. N.          |                              | Alice Franz                  | Vermieterin              |

## Kritik
„Weitgehend origineller tschechischer Kinderfilm mit beachtlichen Dressur- und Artistikleistungen.“

## Auszeichnungen
- 1973 Bronzemedaille der VIII. Internationalen Filmfestspiele Moskau[4]